# Virginia Brissac

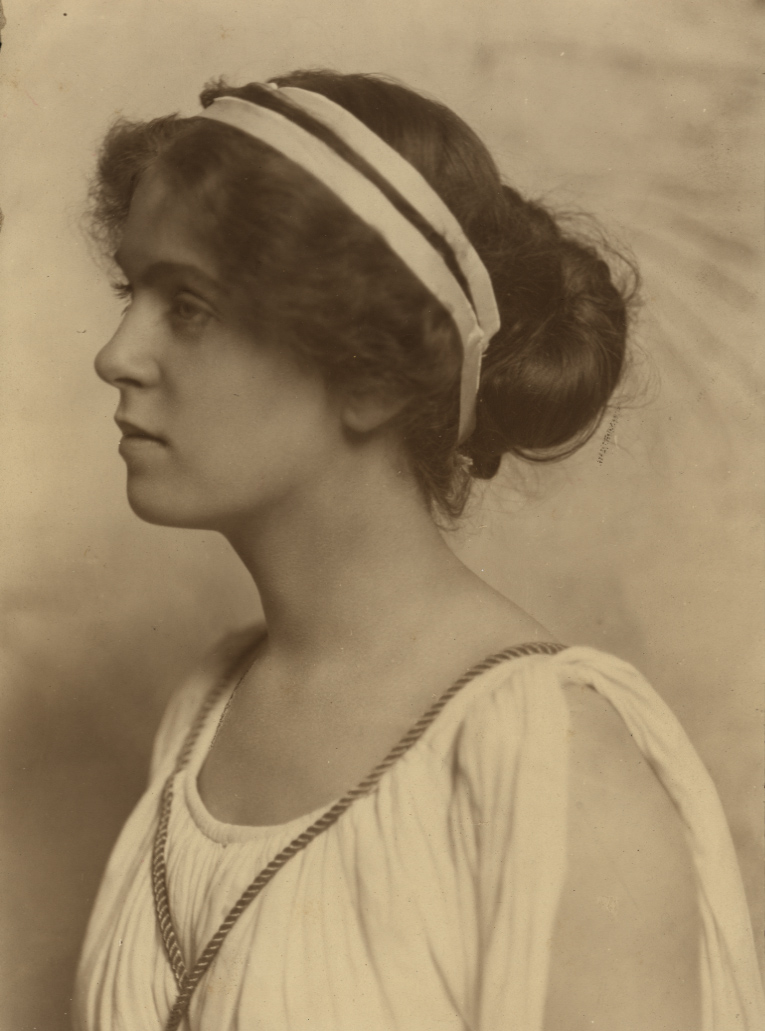
Virginia Brissac (um 1903)

Virginia Brissac (* 11. Juni 1883 in San José, Kalifornien; † 26. Juli 1979 in Santa Fe, New Mexico) war eine US-amerikanische Film- und Theaterschauspielerin.

## Leben
Virginia Brissac wurde im kalifornischen San José als Tochter eines wohlhabenden Versicherungsmanagers geboren und sammelte in ihrer Jugend Autogrammkarten von (damals) berühmten Personen wie Sarah Bernhardt, Eleonora Duse, Richard Mansfield, Henry Irving und Rudyard Kipling. Etwa ab der Jahrhundertwende arbeitete Brissac als Schauspielerin. An der US-Westküste spielte sie fortan in verschiedenen Schauspieltruppen und wurde insbesondere durch ihre Darstellungen von jungen Naiven bekannt. Im Jahre 1913 spielte sie auch in zwei Stummfilmen. 
Ihre Tochter aus erster Ehe mit dem Schauspieler Eugene Mockbee war die spätere Drehbuchautorin Ardel Wray (1907–1983), die unter anderem am Drehbuch zu Ich folgte einem Zombie mitschrieb. 1915 heiratete sie in zweiter Ehe den Theaterschauspieler und -produzenten John Griffith Wray (1881–1929), woraufhin sie sich in den folgenden Jahren zunehmend von der Schauspielerei zurückzog. Im Jahr 1927 erfolgte die Scheidung von John Griffith Wray. Brissac wandte sich wieder dem Berufsleben zu: Sie wurde Assistentin und Sekretärin des aufstrebenden Sängers und Unterhaltungskünstlers Russ Columbo, der jedoch 1934 mit nur 26 Jahren unter mysteriösen Umständen starb.
Nach Columbos Tod kehrte sie nach fast 20 Jahren in den Beruf der Schauspielerin zurück, nun in Hollywood als Filmdarstellerin von Nebenrollen. Ihr erster Film war Honeymoon Limited (1935) mit Neil Hamilton und Irene Hervey. In den anschließenden 20 Jahren spielte sie in rund 145 Filmen und ab den 1950er-Jahren auch in einigen Fernsehserien, wobei sie nur selten die Chance zu Rollen großer Natur hatte. Sie verkörperte vor allem eine Vielzahl strenger Damen fortgeschrittenen Alters, etwa Vermieterinnen, Lehrerinnen, Mütter oder Damen aus bester Gesellschaft. Sie spielte unter anderem die Haushälterin von Bette Davis in Opfer einer großen Liebe und war in Filmen von Alfred Hitchcock (Im Schatten des Zweifels) sowie Charlie Chaplin (Monsieur Verdoux) zu sehen. Insgesamt umfasst ihr filmisches Schaffen annähernd 150 Filme, gegen Ende ihrer Karriere übernahm sie zudem einige Rollen im US-Fernsehen.
Heutigen Zuschauern ist sie womöglich durch ihre letzte Rolle am bekanntesten, nämlich als Großmutter von James Deans Hauptfigur im Jugenddrama … denn sie wissen nicht, was sie tun von 1955. Nach diesem Film zog sie sich aus dem Schauspielgeschäft zurück, sie verstarb 1979 im Alter von 96 Jahren.

## Filmografie (Auswahl)
- 1913: The Shark God (Kurzfilm)
- 1913: Hawaiian Love (Kurzfilm)
- 1935: Honeymoon Limited
- 1936: Helden aus der Hölle (Three Godfathers)
- 1936: Mr. Trent schlägt dem Alter ein Schnippchen (The Big Noise)
- 1936: Texas Rangers (The Texas Rangers)
- 1936: Zwei gegen die Welt (Two Against the World)
- 1936: Favorit auf allen Bahnen (Down the Stretch)
- 1937: Stolen Holiday
- 1937: Gesetz der Berge (Mountain Justice)
- 1937: Künstlerball (Artists and Models)
- 1938: Dr. Kildare: Sein erster Fall (Young Dr. Kildare)
- 1939: Jesse James, Mann ohne Gesetz (Jesse James)
- 1939: Opfer einer großen Liebe (Dark Victory)
- 1939: Musik fürs Leben (They Shall Have Music)
- 1939: Der junge Mr. Lincoln (Young Mr. Lincoln)
- 1939: Invitation to Happiness
- 1939: First Love
- 1939: Der große Bluff (Destry Rides Again)
- 1939: Die unvergessliche Weihnachtsnacht (Remember the Night)
- 1940: Schwarzer Freitag (Black Friday)
- 1940: The Ghost Breakers
- 1940: Hölle, wo ist dein Sieg? (All This, and Heaven Too)
- 1940: Heiße Rhythmen in Chicago (Strike Up the Band)
- 1940: Der Tod des alten Zirkuslöwen (Chad Hanna)
- 1941: Vertauschtes Glück (The Great Lie)
- 1941: Die Rächer von Missouri (Bad Men of Missouri)
- 1941: Die kleinen Füchse (The Little Foxes)
- 1941: Unfinished Business
- 1941: Mit einem Fuß im Himmel (One Foot in Heaven)
- 1941: Sprechstunde für Liebe (Appointment for Love)
- 1941: Sein letztes Kommando (They Died with Their Boots On)
- 1941: Echo der Jugend (Remember the Day)
- 1942: Liebling, zum Diktat (Take a Letter, Darling)
- 1942: Der große Gangster (The Big Shot)
- 1942: Das Grab der Mumie (The Mummy’s Tomb)
- 1942: Gangsterfalle (Lucky Jordan)
- 1942: Star Spangled Rhythm
- 1943: Im Schatten des Zweifels (Shadow of a Doubt)
- 1944: Zeuge gesucht (Phantom Lady)
- 1944: Song of the Open Road
- 1944: Modell wider Willen (Together Again)
- 1945: Ein Baum wächst in Brooklyn (A Tree Grows in Brooklyn)
- 1945: G. I. Honeymoon
- 1945: Flitterwochen zu dritt (Thrill of a Romance)
- 1945: Die tollkühnen Abenteuer des Captain Eddie (Captain Eddie)
- 1945: Jahrmarkt der Liebe (State Fair)
- 1945: Dolly Sisters (The Dolly Sisters)
- 1945: Why Girls Leave Home
- 1946: Gehaßt, gejagt, gefürchtet (Renegades)
- 1946: The Mysterious Mr. Valentine
- 1946: Schwester Kenny (Sister Kenny)
- 1947: Verfolgt (Pursued)
- 1947: Monsieur Verdoux – Der Frauenmörder von Paris (Monsieur Verdoux)
- 1947: Geheimnis hinter der Tür (Secret Beyond the Door)
- 1947: Der Hauptmann von Kastilien (Captain from Castile)
- 1948: Drei kleine Biester (Three Daring Daughters)
- 1948: Summer Holiday
- 1948: Ein Mann für Millie (The Mating of Millie)
- 1948: Der Rächer von Los Angeles (Old Los Angeles)
- 1948: Die Schlangengrube (The Snake Pit)
- 1949: Überfall auf Expreß 44 (The Last Bandit)
- 1949: Der Liebesprofessor (Mother Is a Freshman)
- 1949: Banditen am Scheideweg (The Doolins of Oklahoma)
- 1949: Zum Zerreißen gespannt (Tension)
- 1950: Entgleist (No Man of Her Own)
- 1950: Im Dutzend billiger (Cheaper by the Dozen)
- 1950: Auf des Schicksals Schneide (Edge of Doom)
- 1950: Die Lügnerin (Harriet Craig)
- 1951: Unternehmen Seeadler (Operation Pacific)
- 1951: Zwei von einer Sorte (Two of a Kind)
- 1951: Die Flamme von Arabien (Flame of Araby)
- 1952: Die schwarzen Reiter von Dakota (Bugles in the Afternoon)
- 1952: Faustrecht in Minnesota (Woman of the North Country)
- 1953: Der Rebell von Java (Fair Wind to Java)
- 1953: Banditen von Korsika (The Bandits of Corsica)
- 1953: All meine Sehnsucht (All I Desire)
- 1954: Die Intriganten (Executive Suite)
- 1954: Der Würger von Paris (Phantom of the Rue Morgue)
- 1954: I Love Lucy (Fernsehserie, eine Folge)
- 1955: … denn sie wissen nicht, was sie tun (Rebel Without a Cause)